# Čabda
La Čabda (in russo Чабда?) è un fiume della Russia siberiana orientale (Sacha-Jakuzia), affluente di sinistra della Maja e sub-affluente dell'Aldan (bacino della Lena).
Il fiume ha origine nella parte occidentale della catena Dygdy-Sise e scorre in direzione nord-orientale fino alla Maja, nella quale confluisce da sinistra a 90 km dalla foce. Il maggior affluente è il Džësjumel (lungo 79 km). La lunghezza della Čabda è di 164 km; l'area del bacino è di 4 700 km².